# 너지 데바
너지 데바(Nirj Deva, 1948년 5월 11일 ~ )는 영국의 정치인이다.
스리랑카 콜롬보에서 태어났다. 그의 가족은 라자스탄주 계통이며 종교는 로마 가톨릭이다. 그의 외할아버지는 실론 상원의원을 지냈다.
영국 보수당에서 활동하면서 영국 의회 하원 의원과 유럽 의회 의원 등을 지냈다.